# 日本英語学会
日本英語学会（にほんえいごがっかい、英: The English Linguistic Society of Japan）は、英語学（English linguistics）の研究、すなわち英語の共時的・通時的研究及び言語理論の進歩・発展に寄与することを目的として1983年に設立された日本の学会。 会員数約1,400人。初代会長は東北大学名誉教授の安井稔。現会長は東北大学教授の金子義明。 

## 概要
日本英語学会は、1983年に上智大学で行われた大会をもって設立された。毎年秋に全国大会が開かれ、2008年からは春に国際春季フォーラムが行なわれている。機関誌として、大会プロシーディングズのJELS、 ならびに学会ジャーナルのEnglish Linguistics (EL) を発行している (後者は年2回発行)。JELSは2014年発行の第31号より電子化されCD-ROMで会員に送付されている。ELは全編英語で執筆され、日本言語学会刊行の「言語研究」とともに日本の言語学界の代表的な研究誌とされている。2008年発行の第25巻まではグリーンを表紙のカラーとして採用していたが、2009年発行の第26巻からブルーを基調としたデザインに変更された。

## 歴代会長
| 代             | 期間                  | 氏名（就任時の職名）                             |
| -------------- | --------------------- | ------------------------------------------------ |
| 初代           | 1983年～1988年        | 安井稔（筑波大学教授、東北大学名誉教授）         |
| 第2代          | 1988年～1992年        | 長谷川欣佑（東京大学教授）                       |
| 第3代          | 1992年～1996年        | 宇賀治正朋（東京学芸大学教授）                   |
| 第4代          | 1996年～2000年        | 河上誓作（大阪大学教授）                         |
| 第5代          | 2000年～2004年        | 中島平三（東京都立大学教授）                     |
| 第6代          | 2004年～2007年        | 千葉修司（津田塾大学教授）                       |
| 第7代          | 2007年～2008年6月13日 | 天野政千代（名古屋大学教授）                     |
| 第8代          | 2008年8月19日～2010年 | 原口庄輔（明海大学教授）                         |
| 第9代          | 2010年～2013年        | 稲田俊明（九州大学教授）                         |
| 第10代         | 2013年～2017年        | 大庭幸男（関西外国語大学教授、大阪大学名誉教授） |
| 第11代         | 2017年〜2019年        | 伊藤たかね（東京大学教授）                       |
| 第12代         | 2019年～2021年        | 廣瀬幸生 (筑波大学教授)                          |
| 第13代（現職） | 2021年～              | 金子義明（東北大学教授）                         |